# Clayton (Idaho)
Clayton és una població dels Estats Units a l'estat d'Idaho. Segons el cens del 2000 tenia 27 habitants.

## Demografia
Segons el cens del 2000, Clayton tenia 27 habitants, 12 habitatges, i 6 famílies. La densitat de població era de 1.042,5 habitants per km².
Per edats la població es repartia de la següent manera: un 25,9% tenia menys de 18 anys, un 3,7% entre 18 i 24, un 7,4% entre 25 i 44, un 51,9% de 45 a 60 i un 11,1% 65 anys o més.
L'edat mediana era de 48 anys. Per cada 100 dones de 18 o més anys hi havia 66,7 homes.
La renda mediana per habitatge era de 50.625 $ i la renda mediana per família de 30.625 $. Els homes tenien una renda mediana de 21.875 $ mentre que les dones 28.750 $. La renda per capita de la població era d'11.996 $. Cap de les famílies i el 15,8% de la població estaven per davall del llindar de pobresa.

## Poblacions més properes
El següent diagrama mostra les poblacions més properes.